# Народна корона
Народна корона була введена в Німеччині після скасування монархії як заміна монархічним коронам над гербом.
Рангові корони над гербом, які використовувалися до того часу, були замінені плоскою короною з листя, яка простягалася на весь верхній край щита. На гербах земель Баден-Вюртемберг, Баварія, Берлін, Гессен і Рейнланд-Пфальц зображена ця корона. Корону також описують як «корону, прикрашену виноградним листям» або називають «короною з листя». У 1923 році вона була вперше використана у державному гербі Баварії як втілення народного суверенітету.

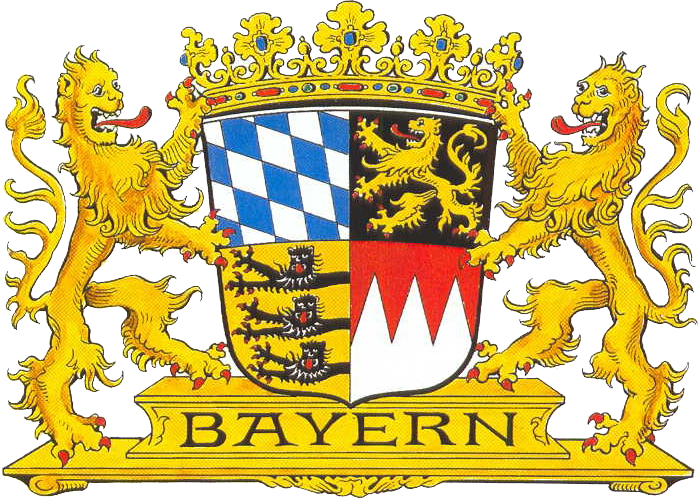
Великий герб Вільної держави Баварія 1923-1936
Малий герб Баден-Вюртемберга з листовою короною та трьома левами Штауферами
Малий баварський герб
Герб Берліна з короною міської стіни, що утворює обруч, на якому розміщено листя корони з листя
Державний герб Гессену з короною з листя
Державний герб землі Рейнланд-Пфальц з народною короною з виноградного листя